# Ahlen
Ahlen est une ville allemande située dans le Land de Rhénanie-du-Nord-Westphalie.

## Histoire
| Appartenances historiques Principauté épiscopale de Münster 1180-1802 Royaume de Prusse 1802-1806 Grand-duché de Berg 1806-1814 Royaume de Prusse (Province de Westphalie) 1815-1918 République de Weimar 1918-1933 Reich allemand 1933-1945 Allemagne occupée 1945-1949 Allemagne 1949-présent |

## Sections
- Ahlen (siège) : Borbein, Brockhausen, Ester, Halene, Oestrich et Rosendahl
- Dolberg
- Tönnishäuschen
- Vorhelm

## Jumelages
Ahlen est jumelée avec :
- Tempelhof-Schöneberg (Allemagne), un arrondissement administratif de Berlin ;
- Teltow (Allemagne), ville du Brandebourg ;
- Penzberg (Allemagne), ville de Bavière ;
- Differdange (Luxembourg).